# Lago Sofía
La lago Sofía es una masa de agua superficial ubicada unos 38 km al norte Puerto Natales en la Región de Magallanes y Antártica Chilena, en el extremo sur de Chile.

## Descripción
La laguna recibe aportes discontinuos de los ríos Rivas y de Cinco Chorrillos, con caudales dependientes de la disponibilidad de nieve en la meseta del cerro Mocho. La profundidad máxima y media es de 36,8 m y 17,75 m respectivamente y su longitud es de 7,2 km con un ancho máximo de 2,65 km, y la altitud es de 25 m s. n. m. La cuenca del lago tiene un área
aproximada de 63,6 km², de las cuales 8,9 corresponden a la superficie del lago. La tasa de renovación total del volumen de lago es de 5,2 años.: 62 

## Historia
Luis Risopatrón la describe en su Diccionario Jeográfico de Chile de 1924:: 698 
Sofía (Laguna). Es de mediana estensión, se encuentra a 43 m de altitud i desagua por el río del mismo nombre, al río Prat, del estero de Última Esperanza.